# Tatjana Mihelj
Tatjana Mihelj, slovenska pevka zabavne glasbe iz Nove Gorice, * 22. julij 1973

## Glasbena pot
V glasbeni šoli se je učila klavir in v najstniških letih kot pevka in klaviaturistka sodelovala v različnih ansamblih.
Leta 1993 je na lokalnem festivalu Prvi glas Primorske osvojila prvo mesto po izboru žirije in občinstva.
Nadaljnja tri leta je prepevala v narodno-zabavnem ansamblu Vrtnica, ki je gostoval po Kanadi, Nemčiji, Švici in Italiji, kjer so leta 1995 na Festivalu narodnozabavne glasbe Števerjan prejeli prvo nagrado žirije. 
V obdobju samostojnega nastopanja je sodelovala z Otom Pestnerjem in nastopila v oddaji Orion.
Svoj glas je šolala pri Darji Švajger in opravila sprejemni izpit na oddelku za jazz petje na Srednji glasbeni in baletni šoli v Ljubljani, kjer se je izšolala za jazz pevko.
Leta 2010 se je prijavila na Slovenija ima talent (1. sezona). Kljub uspešni avdiciji pred žiranti, na kateri se je predstavila s »Poletno nočjo«, ni bila uvrščena med petdeseterico polfinalistov. Leta 2018 je sodelovala v šovu Nova zvezda Slovenije in prišla do finala.
Leta 2021 je s skladbo »Ples v dežju« zmagala na Melodijah morja in sonca, prejela pa je tudi nagrado za najboljšo izvedbo.
Leta 2025 je ponovno sodelovala na festivalu Melodije morja in sonca, s skladbo "Senza", ter bila izbrana kot prva rezerva.

## Popevke
- 2002: »Vozi me vlak v daljave« v sodobni glasbeni priredbi je bila »popevka tedna« na Valu 202
- 2019: »Sivo mesto« (avtor A. Volasko) je bila »pesem in pol« Radia Koper[4][5][6]
- 2020: »Zakaj« (A. Volasko / Ž. Pirnat) je bila »pesem in pol« Radia Koper[5][7][8]
- 2021: »Ples v dežju« (Ž. Pirnat, A. Gliha, Ž. Mladenović / Ž. Pirnat / Ž. Pirnat, Ž. Mladenović) je bila »pesem tedna« Radia Koper[9]
- 2023: »Ko bi le« (A. Bernhard, A. Gliha, Ž. Mladenović / Ž. Pirnat) je bila »pesem in pol« Radia Koper[10]
- 2024: »Žarim« je bila zmagovalna pesem Slovenske lestvice Radia Tomi.[11][12]

## Glasbeni festivali

### Prvi glas Primorske / Prvi glas Bovške
- »Ostani tu še to noč«[13]
- 1993: 1. nagrada občinstva in strokovne žirije[14][15]

### Festival narodnozabavne glasbe Števerjan
- skupaj z ansamblom Vrtnica

### Slovenska popevka
- 1999 (predizbor Orion): »Svet v znamenju srca« (O. Pestner / A. Smolar / O. Pestner)

### EMA
- 1999: »Dlan okrog srca« (B. Zuljan / M. Kukovec / B. Zuljan)

### Pesmi ob meji / Canzoni di Confine (Gorica, Italija)
- 2005[16][17][18]
- 2007[19]

### Mittelfest (Čedad, Italija)
- 2015: »Reka« (V. Kreslin / A. Burić / V. Sivilotti)[20] in »Parobrod Rex« (A. Dedić / V. Sivilotti)[21][19][22][5]

### Festival BlueNotte (Gorica / Nova Gorica)
- 2018: Nastop na čezmejnem festivalu med Goricama skupaj z italijansko pevko Paolo Rossato[23][24]

### Melodije morja in sonca
- 2021: »Ples v dežju«[25][26] (Ž. Pirnat, A. Gliha, Ž. Mladenović / Ž. Pirnat / Ž. Pirnat, Ž. Mladenović)[27] – velika nagrada MMS, nagrade strokovne žirije za najboljšo glasbo, za najboljše besedilo in za najboljšo izvedbo[28]
- 2025 »Senza« (Ž. Pirnat, A. Gliha, Ž. Mladenović / Ž. Pirnat / Ž. Pirnat) – 1. rezerva

## Nagrade in priznanja
- 2021 Kulturni dom Gorica: priznanje Across the border 2021[29][30]
- 2022 priznanje Mestne občine Nova Gorica: Bevkova listina (za več kot 30-letno udejstvovanje na glasbenem področju)[31][32][33]

## Diskografija

### Singli
- T&J: »Drugačen par« (2011)[34][35]
- »Mlade oči« (Dallas, 2018)[36][37]
- »Sivo mesto« (Dallas, 2019)[37]
- »Zakaj« (Dallas, 2020)[38][39][40]
- »Ples v dežju« (Seghos, 2021)[41][42]
- »Žarim« (2024)[43][44]
- »Reborn« (2024)
- »Žarim (akustično)« (2024)
- »Ripartirò da qui« (2024)
- »Senza« (2025)

### EP-ji
- Cliché (Seghos, 2023)[45][46]
- Brez strahu (2024)[43][44]

### Kompilacije
- Vroči album: poletne uspešnice (COBISS) (COBISS) (kaseta in CD, RTV Slovenija, 1999)
- Voda je klic srca: Vrhnika 2006 (COBISS) (DVD, Društvo za ekologijo in varstvo okolja Borovnica, 2006)
- Dee Jay Time – Beli album: vol. 14 (COBISS) (CD in MP3, Menart, 2007, 2019)
- Mittelfest 2015 – Carmina balcanica: Aghe.Voda.Ujë (COBISS) (DVD, Mittelfest Čedad, Kulturni dom Gorica, 2016)[47]
- 40. Melodije morja in sonca (digitalno, RTV Slovenija, 2021)[48][49]